# Detroit Diesel V8
Der Detroit Diesel V8 ist ein Dieselmotor in V8-Bauform von General Motors. Er wurde 1982 in den zivilen Markt eingeführt und bis 1992 als 6,2-Liter-Aggregat produziert; von 1992 bis 2000 stellte General Motors eine 6,5-Liter-Ausführung her. 
Die AM General-Tochterfirma General Engine Products begann im Jahr 2000, diese Ausführung unter dem Markennamen AM General Optimizer 6500 in Franklin (Ohio) für überwiegend militärische Anwendungen zu produzieren. Eingebaut wurde der Motor in Fahrzeuge wie die Chevrolet C/K-Serie und den HMMWV.

## Konstruktion und Merkmale

### Ursprungsversionen

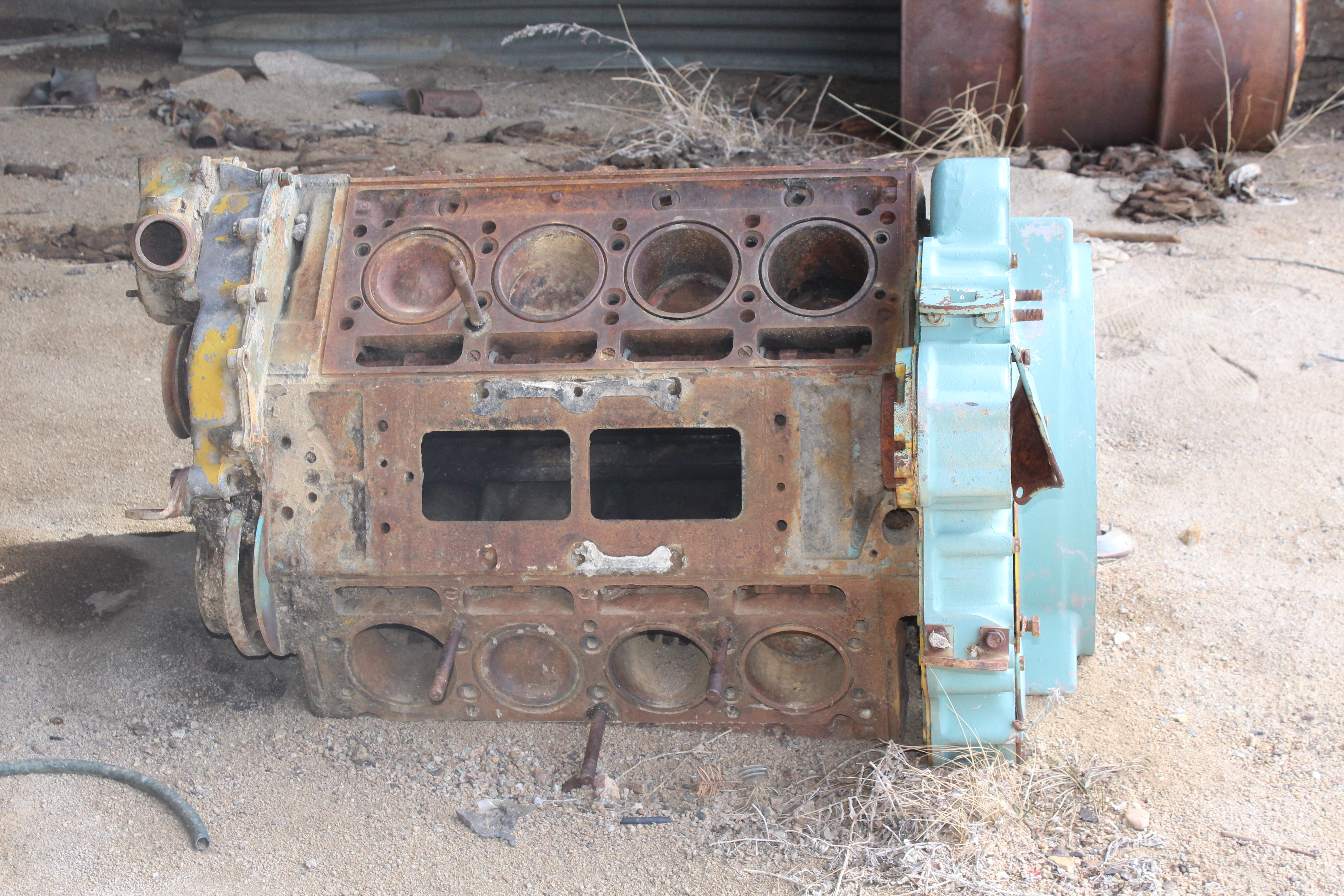
Motorblock mit entfernten Zylinderköpfen

General Motors legte den Detroit Diesel V8 als robusten Motor für leichte Nutzfahrzeuge aus. Er ist ein 90°-V8-Viertakt-Dieselmotor mit innenliegender Ansaugung und Abgasführung nach außen (Querstromzylinderkopf aus Grauguss mit kaltem V) und hat eine ähnliche Motorblockkonstruktion wie die zeitgenössischen V8-Ottomotoren von General Motors (identische Kupplungsglocke und Motorhalter), damit er nicht nur in großen Teilen mit demselben Maschinenpark wie die Ottomotoren produziert, sondern auch ohneweiters in die Pickup-Trucks der Chevrolet C-Serie und K-Serie eingebaut werden konnte. Die Bohrung von 101 mm ist größer als der Kolbenhub von 97 mm, um bei hohen Drehzahlen die mittlere Kolbengeschwindigkeit (einen Indikator für die Haltbarkeit) mit rund 11,6 m·s−1 vergleichsweise moderat zu halten. Durch den Zylinderbankwinkel von 90° und die Crossplanekurbelwelle sind Massenkräfte und -momente erster und zweiter Ordnung ausgeglichen und daher keine Ausgleichswellen nötig. Der Motor hat hängende Ventile mit einer kettengetriebenen, untenliegenden Nockenwelle, Stoßstangen, Kipphebeln und hydraulischen Ventilspielausgleichselementen. Je Zylinder sind ein Einlassventil und ein Auslassventil eingebaut; die Ventile sind je nach Motorausführung unterschiedlich groß, so haben die Einlassventile einen Durchmesser von 46 mm oder 50 mm, während die Auslassventile 38 mm, 39 mm oder 42 mm groß sind. Der Motor hat Wirbelkammereinspritzung mit einer mechanisch angetriebenen Verteilereinspritzpumpe der Type Stanadyne DB2, die ohne elektronische Regelungstechnik funktioniert. In der 6,2-Liter-Ausführung verzichtete General Motors auf eine Abgasturboaufladung und installierte nur bei den LH6-Modellen eine Abgasrückführung, bei denen es gesetzlich vorgeschrieben war. Das Verdichtungsverhältnis (ɛ) betrug anfangs 20,3 und wurde noch 1982 auf 21,3 (LL4) beziehungsweise 21,5 (LH6) erhöht.

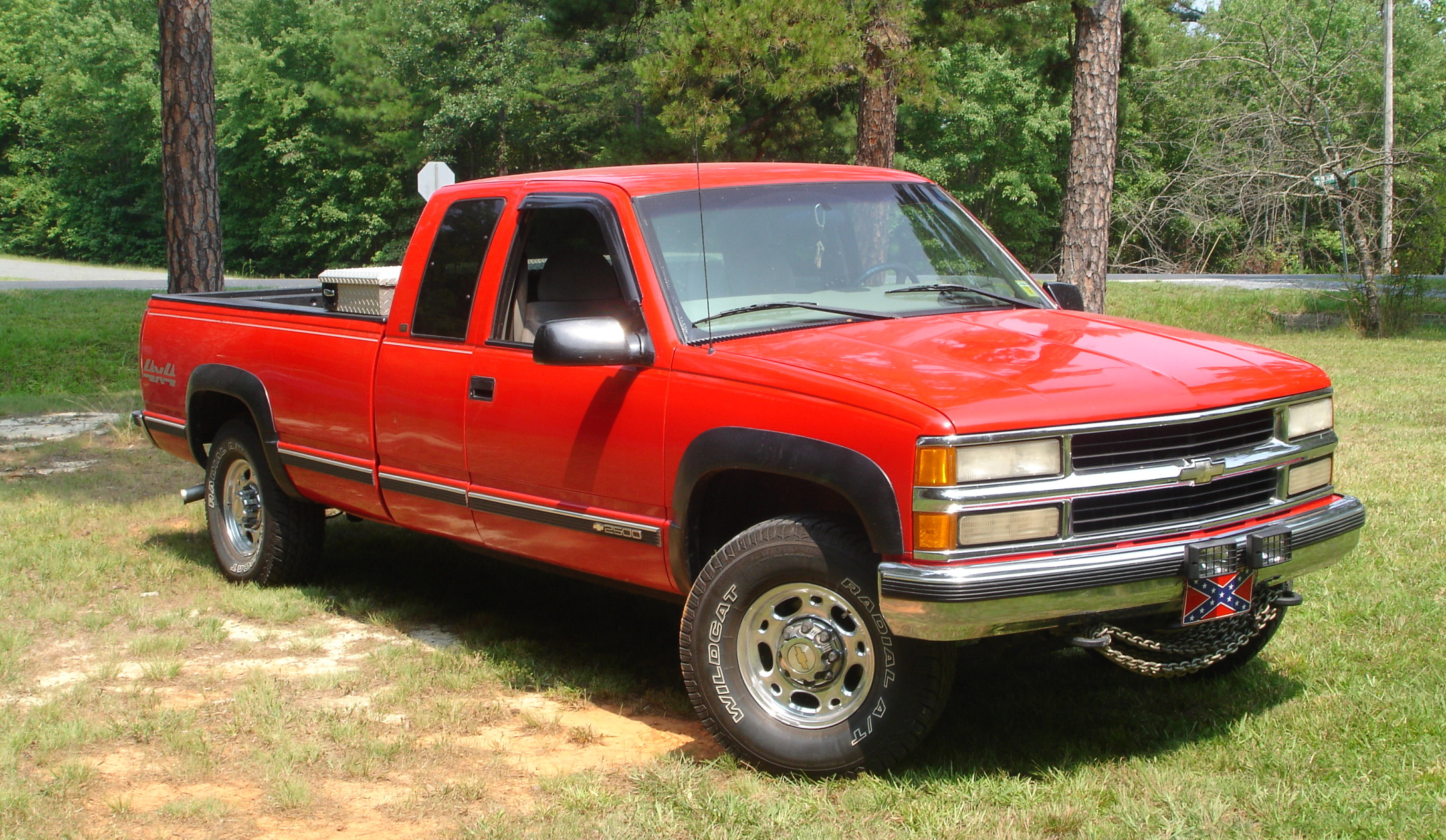
Chevrolet C/K-Serie

Diese Konstruktionsmerkmale machten den Motor zwar wartungsfreundlich und robust, aber nicht sparsam oder leistungsfähig – in der LH6-Basisausführung von 1982 betrug die angegebene zertifizierte Leistung nach SAE J1349 lediglich 130 hp (97 kW) bei 3600 min−1 und der effektive Mitteldruck nur 579 kPa; der geringste Kraftstoffverbrauch war mit 0,41 lb/(hp·h) (249 g/(kW·h)) sehr hoch. 1992 führte General Motors die 6,5-Liter-Ausführung des Motors ein. Er unterscheidet sich im Wesentlichen durch eine auf 103 mm vergrößerte Zylinderbohrung und die ab Werk verfügbare Abgasturboaufladung von der 6,2-Liter-Variante. Der Turbolader wird mit einem abgasseitigen Ventil (Wastegate) gesteuert. General Motors wandte bei der Abgasturboaufladung das Prinzip der Rückkühlung nicht an. Ab 1994 baute General Motors eine Verteilereinspritzpumpe mit elektronischer Regelung der Type Stanadyne DS4 ein. Tatsächlich waren die turboaufgeladenen Ausführungen mit den Motorcodes L56 und L65 die gängigsten, die vorwiegend in die 1/2-, 3/4- und 1-ton-Ausführungen der Chevrolet C-Serie-Pickup-Trucks eingebaut wurden. Trotz der elektronischen Einspritzpumpenregelung und Leistungssteigerung durch größeren Hubraum und Motoraufladung zeichnete sich spätestens 1994 mit der Einführung der neuen Generationen der direkten Konkurrenzprodukte Ford 7,3-Liter Power Stroke und Cummins-Diesel 5,9-Liter 6BTA (beide mit Direkteinspritzung, deutlich moderneren Einspritzpumpen sowie Abgasturboaufladung mit Rückkühlung) ab, dass der Detroit Diesel V8 technisch veraltet war. General Motors ersetzte den Motor im Jahr 2000 auf dem zivilen Markt durch den Duramax.

### Optimizer 6500

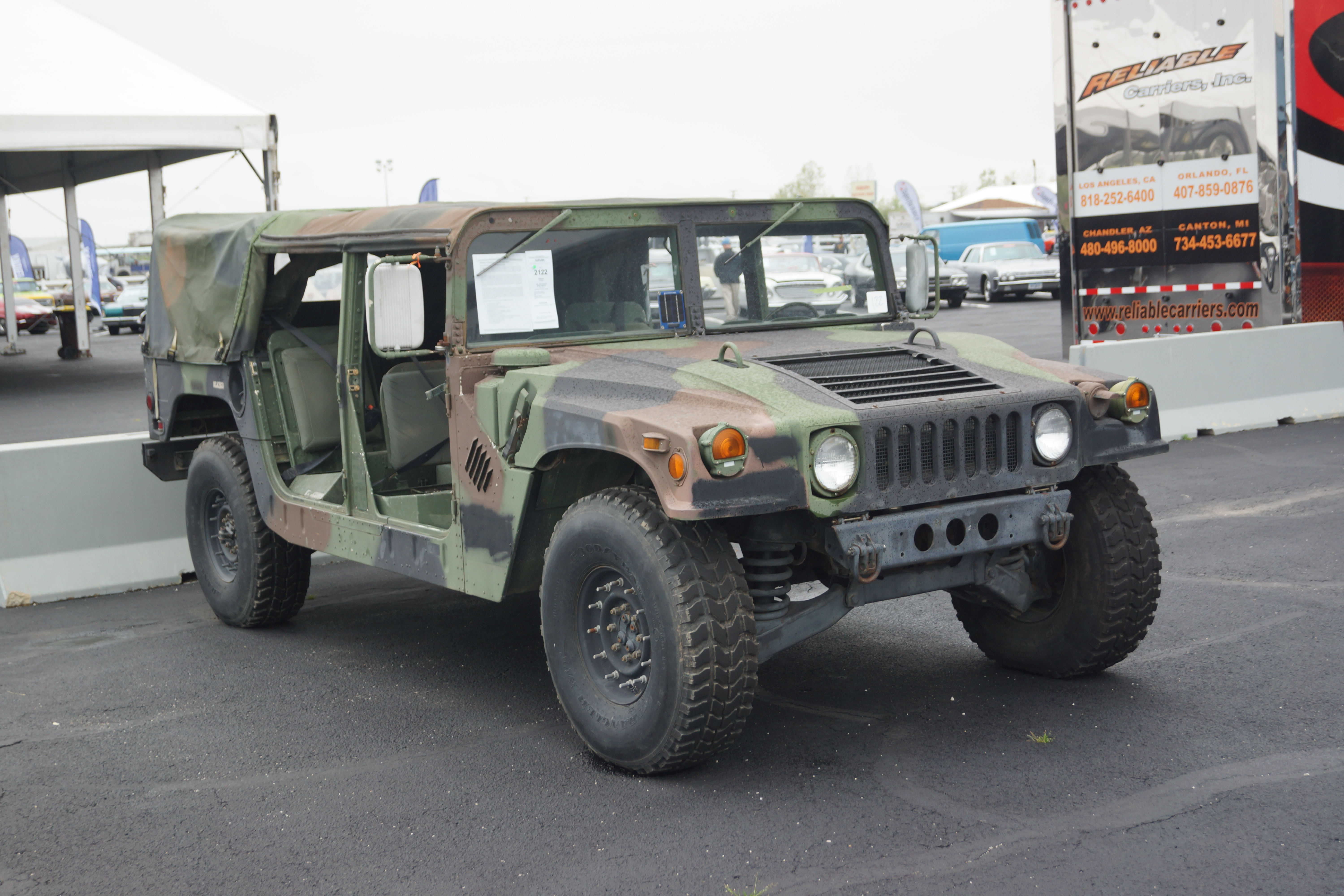
HMMWV

Der seit 2000 hergestellte Optimizer 6500 ist die militarisierte Ausführung des Motors, primär gedacht für den HMMWV. Er ist so konstruiert, dass er als Austauschmotor für die ursprünglichen 6,2-Liter-Aggregate verwendet werden kann. Um die Standzeit zu verbessern, werden kugelstrahlverfestigte Pleuelstangen und Kurbelwellenhauptlagerschalen eingebaut. Letztere wurden weiters verstärkt. General Engine Products verbesserte auch den Gießprozess für den Motorblock, da bei den zivilen Varianten vereinzelt Risse im Block aufgetreten waren. Mike McGlothlin führt dies primär auf eine zu geringe Materialstärke des Motorblocks zurück, wohingegen Roy Berndt ausführt, dass es mehrere Problemursachen gibt und insbesondere die Abgasturboaufladung den Motor thermisch zu stark belastet.
General Engine Products änderte indes nicht die Konstruktion der Querstromzylinderköpfe. Der Motor hat weiterhin zwei stoßstangenbetätigte hängende Ventile und Wirbelkammereinspritzung. Der Motorblock ist aus Gusseisen hergestellt, die Pleuelstangen und die Nockenwelle sind aus Schmiedestahl. Die Kolben sind, ebenso wie die Ansaugbrücke, Aluminiumgussteile. In der HMMWV-Ausführung leistet der Motor mit Abgasturboaufladung und elektronisch geregelter Verteilereinspritzpumpe 195 hp (145 kW) bei 3400 min−1 und liefert ein maximales Drehmoment von 430 lbf·ft (583 N·m) bei 1800 min−1. Darüber hinaus wird der Motor auch mit mechanisch geregelter Einspritzpumpe und ohne Abgasturbolader angeboten. Um den Motor an die ab 2007 gültigen nordamerikanischen Abgasvorschriften anzupassen, wurde ein Abgasreinigungssystem für die 205-hp-Ausführungen mit elektronischer Regelung entwickelt: Um die Luftzahl einzustellen, wurden eine Drosselklappe in das Ansaugrohr und ein Kraftstoffinjektor in den Abgaskrümmer eingebaut. Hinter der Abgasturboladerturbine sind Zweiwegekatalysator, Dieselrußpartikelfilter und Stickoxidspeicherkatalysator eingebaut.

## Ausführungen
|                                                                                            | 6,2-Liter                | 6,2-Liter                | 6,2-Liter                | 6,2-Liter                | 6,2-Liter                | 6,5-Liter                | 6,5-Liter                | 6,5-Liter                | 6,5-Liter                | 6,5-Liter                | 6,5-Liter                | 6,5-Liter-Optimizer 6500 | 6,5-Liter-Optimizer 6500 | 6,5-Liter-Optimizer 6500 | 6,5-Liter-Optimizer 6500 | 6,5-Liter-Optimizer 6500 | 6,5-Liter-Optimizer 6500 |                |
| ------------------------------------------------------------------------------------------ | ------------------------ | ------------------------ | ------------------------ | ------------------------ | ------------------------ | ------------------------ | ------------------------ | ------------------------ | ------------------------ | ------------------------ | ------------------------ | ------------------------ | ------------------------ | ------------------------ | ------------------------ | ------------------------ | ------------------------ | -------------- |
| Motorausführung (RPO)                                                                      | LH6                      | LL4                      | LL4                      | LL4                      | HMMWV                    | L49                      | L56                      | L57                      | L65                      | LQM                      | LQN                      | 6500-290                 | 6500-380                 | 6500-410                 | 6500-440                 | 6500-550                 | HMMWV                    |                |
| Einspritzpumpentype                                                                        | Stanadyne DB2            | Stanadyne DB2            | Stanadyne DB2            | Stanadyne DB2            | Stanadyne DB2            | Stanadyne DB2            | Stanadyne DS4            | Stanadyne DS4            | Stanadyne DS4            | Stanadyne DS4            | Stanadyne DS4            | Stanadyne DB2            | Stanadyne DB2            | Stanadyne DS4            | Stanadyne DS4            | Stanadyne DS4            | Stanadyne DS4            |                |
| Motoraufladung                                                                             | Freisaugend              | Freisaugend              | Freisaugend              | Freisaugend              | Freisaugend              | Freisaugend              | Turboaufgeladen          | Freisaugend              | Turboaufgeladen          | Turboaufgeladen          | Turboaufgeladen          | Freisaugend              | Turboaufgeladen          | Turboaufgeladen          | Turboaufgeladen          | Turboaufgeladen          | Turboaufgeladen          |                |
| Bohrung × Hub                                                                              | 101 mm × 97 mm           | 101 mm × 97 mm           | 101 mm × 97 mm           | 101 mm × 97 mm           | 101 mm × 97 mm           | 103 mm × 97 mm           | 103 mm × 97 mm           | 103 mm × 97 mm           | 103 mm × 97 mm           | 103 mm × 97 mm           | 103 mm × 97 mm           | 103 mm × 97 mm           | 103 mm × 97 mm           | 103 mm × 97 mm           | 103 mm × 97 mm           | 103 mm × 97 mm           | 103 mm × 97 mm           | 103 mm × 97 mm |
| Hubraum                                                                                    | 6217 cm3                 | 6217 cm3                 | 6217 cm3                 | 6217 cm3                 | 6217 cm3                 | 6468 cm3                 | 6468 cm3                 | 6468 cm3                 | 6468 cm3                 | 6468 cm3                 | 6468 cm3                 | 6468 cm3                 | 6468 cm3                 | 6468 cm3                 | 6468 cm3                 | 6468 cm3                 | 6468 cm3                 | 6468 cm3       |
| Nettoleistung (SAE J1349) in Horsepower hp und Kilowatt (kW)                               | 130 (97) bei 3600 min−1  | 135 (101) bei 3600 min−1 | 145 (108) bei 3600 min−1 | 160 (119) bei 3600 min−1 | 150 (112) bei 3000 min−1 | 155 (116) bei 3600 min−1 | 180 (134) bei 3400 min−1 | 160 (119) bei 3400 min−1 | 190 (142) bei 3400 min−1 | 175 (130) bei 2800 min−1 | 190 (142) bei 2800 min−1 | 160 (119) bei 3400 min−1 | 190 (142) bei 3400 min−1 | 205 (153) bei 3400 min−1 | 205 (153) bei 3400 min−1 | 250 (186) bei 3000 min−1 | 195 (145) bei 3400 min−1 |                |
| Max. Drehmoment netto (SAE J1349) in Imperialem Pfundkraftfuß lbf·ft und Newtonmeter (N·m) | 240 (325) bei 2000 min−1 | 240 (325) bei 2000 min−1 | 240 (325) bei 2000 min−1 | 275 (373) bei 2000 min−1 | 250 (339) bei 2000 min−1 | 275 (373) bei 1700 min−1 | 360 (488) bei 1700 min−1 | 290 (393) bei 1700 min−1 | 385 (522) bei 1700 min−1 | 360 (488) bei 1700 min−1 | 385 (522) bei 1700 min−1 | 290 (393) bei 1700 min−1 | 380 (515) bei 1800 min−1 | 410 (556)                | 440 (597) bei 1700 min−1 | 550 (746) bei 2000 min−1 | 430 (583) bei 1800 min−1 |                |